# Anodus elongatus
Anodus elongatus is een straalvinnige vissensoort uit de familie van de penseelvissen (Hemiodontidae). De wetenschappelijke naam van de soort is voor het eerst geldig gepubliceerd in 1829 door Louis Agassiz. Ze werd door Johann Baptist von Spix verzameld tijdens zijn reis door Brazilië van 1817 tot 1820.
Het is een tropische zoetwatervis die voorkomt in het bekken van de Amazone- en Ucayali-rivieren.